# Platysphinx piabilis
Platysphinx piabilis es una polilla de la  familia Sphingidae. Vuela sobre la sabana y otros hábitats abiertos en África del sur y oriental, como Mozambique, Tanzania y Zimbabue.
La longitud de sus alas delanteras es de 58 a 62 mm para machos y de 60 a 65 mm para las hembras siendo su envergadura alar de entre 109 a132 mm. Tiene zonas rojas en sus alas traseras, los cuales son equitativamente distribuidas en bandas regulares. Las alas delanteras de las hembras son más anchas, menos acuminadas, más oscuras y rojizas que en los machos. Las alas posteriores están más manchadas de rojo. 
Algunas especies como Platysphinx phyllis y Platysphinx solo solo pueden ser identificadas convincentemente tras examinar sus genitales.
Las larvas se alimentan de las hojas de Pterocarpus angolensis.

## Sinonimia
- Ambulyx piabilis Distant, 1897
- Platysphinx bourkei Trimen, 1910